# René Binggeli
René Binggeli (Ginebra, 17 de gener de 1941 - Ginebra, 27 de setembre de 2007) va ser un ciclista suís, que fou professional entre 1960 i 1968. En el seu palmarès destaquen una victòria d'etapa del Giro d'Itàlia de 1965 i una altra al Tour de França de 1967.

## Palmarès
- 1960
  - 1r a Porrentruy-Zürich
- 1962
  - Vencedor d'una etapa del Tour de l'Avenir
- 1963
  - 1r a Mont Agel
- 1964
  - Vencedor de 2 etapes del Tour de Romandia
- 1965
  - Vencedor d'una etapa del Giro d'Itàlia
  - Vencedor de 2 etapes del Circuit des Mines
- 1967
  - 1r al GP Piquet
  - Vencedor d'una etapa del Tour de França

### Resultats al Tour de França
- 1965. 49è de la classificació general
- 1966. Abandona (16a etapa)
- 1967. 55è de la classificació general. Vencedor d'una etapa

### Resultats al Giro d'Itàlia
- 1961. Abandona
- 1965. 20è de la classificació general. Vencedor d'una etapa
- 1966. 65è de la classificació general
- 1967. 29è de la classificació general
- 1968. Abandona